# 衣笠 (横須賀市)

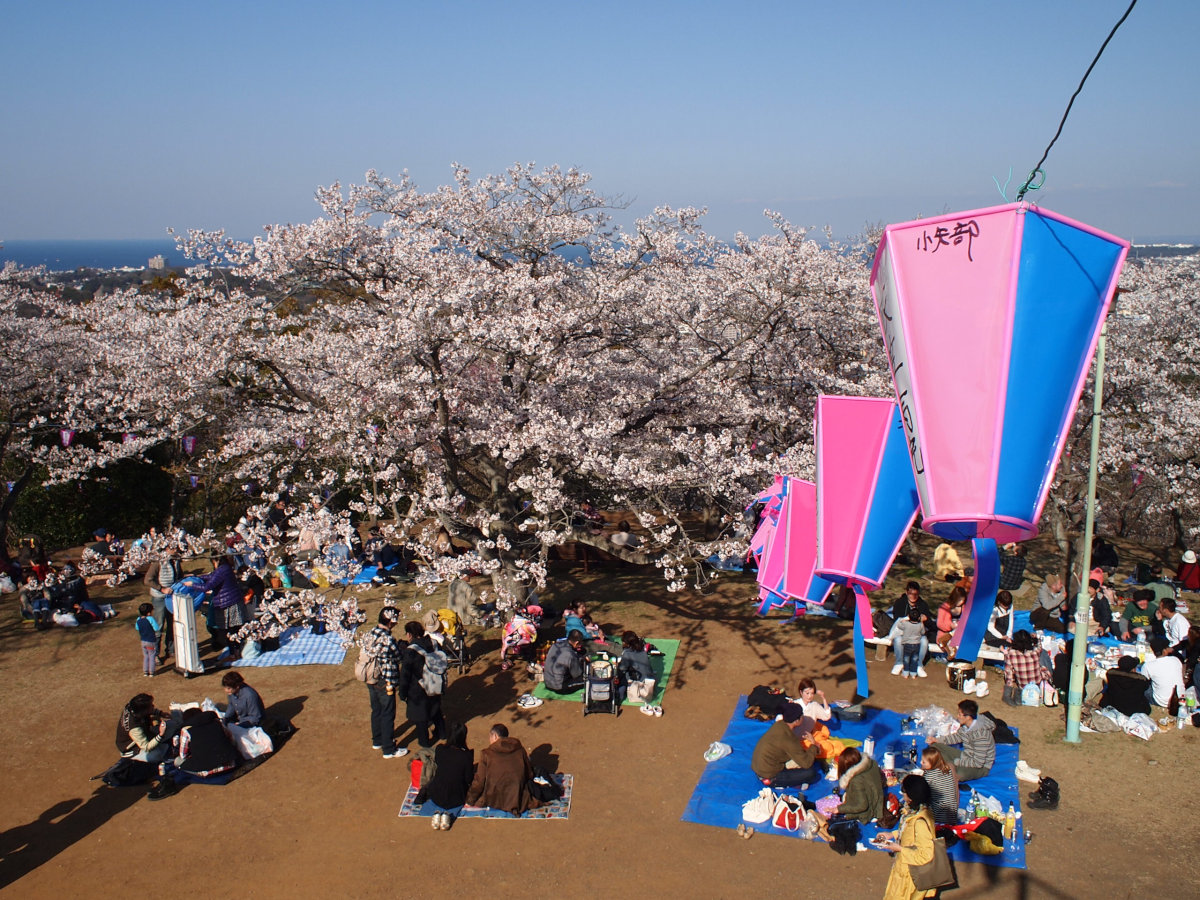
春の衣笠山公園

衣笠（きぬがさ）とは、神奈川県横須賀市にある地名の一つ。狭義には横須賀市衣笠町を指す。広義には旧衣笠村（現在、横須賀市衣笠行政センター管轄エリアとほぼ重なる）を指す。ここでは広義の衣笠について解説する。

## 概要
衣笠は三浦半島の中央部に位置する。広義の衣笠に所属する地域名は、阿部倉、池上、大矢部、金谷、衣笠栄町、衣笠町、公郷町、小矢部、平作、森崎の10地区である。近隣に市役所のある横須賀中央駅からは約3キロメートル離れている。

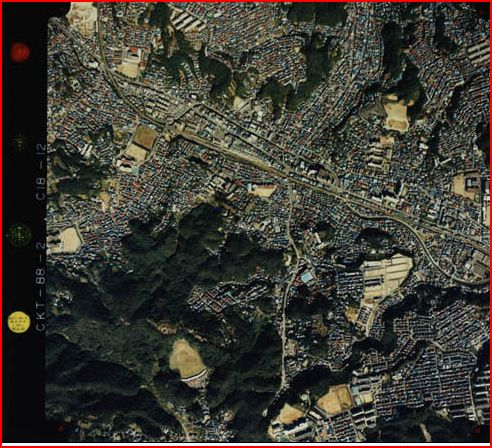
国土情報ウェブマッピングシステム 横須賀衣笠地区の航空写真 1988年撮影

標高が低い山々（三浦丘陵）が覆うため平地は平作川沿いの一部に限られる。平作川沿いの平野は古くから交通網が整備されていて（浦賀道）、現在も東西に県道27号線とJR横須賀線が横切っている。
県道27号線沿線には人家や商業施設が多い。衣笠駅周辺は特に商業活動が盛んである。衣笠商店街には全蓋式アーケードと片側式アーケードが設置されている。近年はマンションの建設も続いている。また衣笠インターチェンジ付近にもロードサイド店舗が多く出店するようになった。
丘陵部には、昭和中期以降から京浜地域のベッドタウン化が進み宅地開発が行われている。ただ一部山林も残る。
衣笠山（きぬかさやま）一帯には大正時代から桜が植樹されており、現在公園（衣笠山公園）となっている。同公園は桜の名所として知られ、毎年3月～4月上旬には「衣笠さくら祭り」が開催されて多くの人出がある。
狭義における衣笠である衣笠町は宅地開発があまり進んでいない衣笠山の山裾の地区である。そのためこの地を平安末期 - 室町後期にかけて支配していた武士集団、三浦党を偲ばせる遺跡がいくつか残る。
なお、旧村名および横須賀市の町名としての「衣笠」は「きぬかさ」と濁らずに読まれるが、横須賀線の「衣笠駅」は「きぬがさ」と濁って読まれる。

## 衣笠の主な施設

### 公共・教育

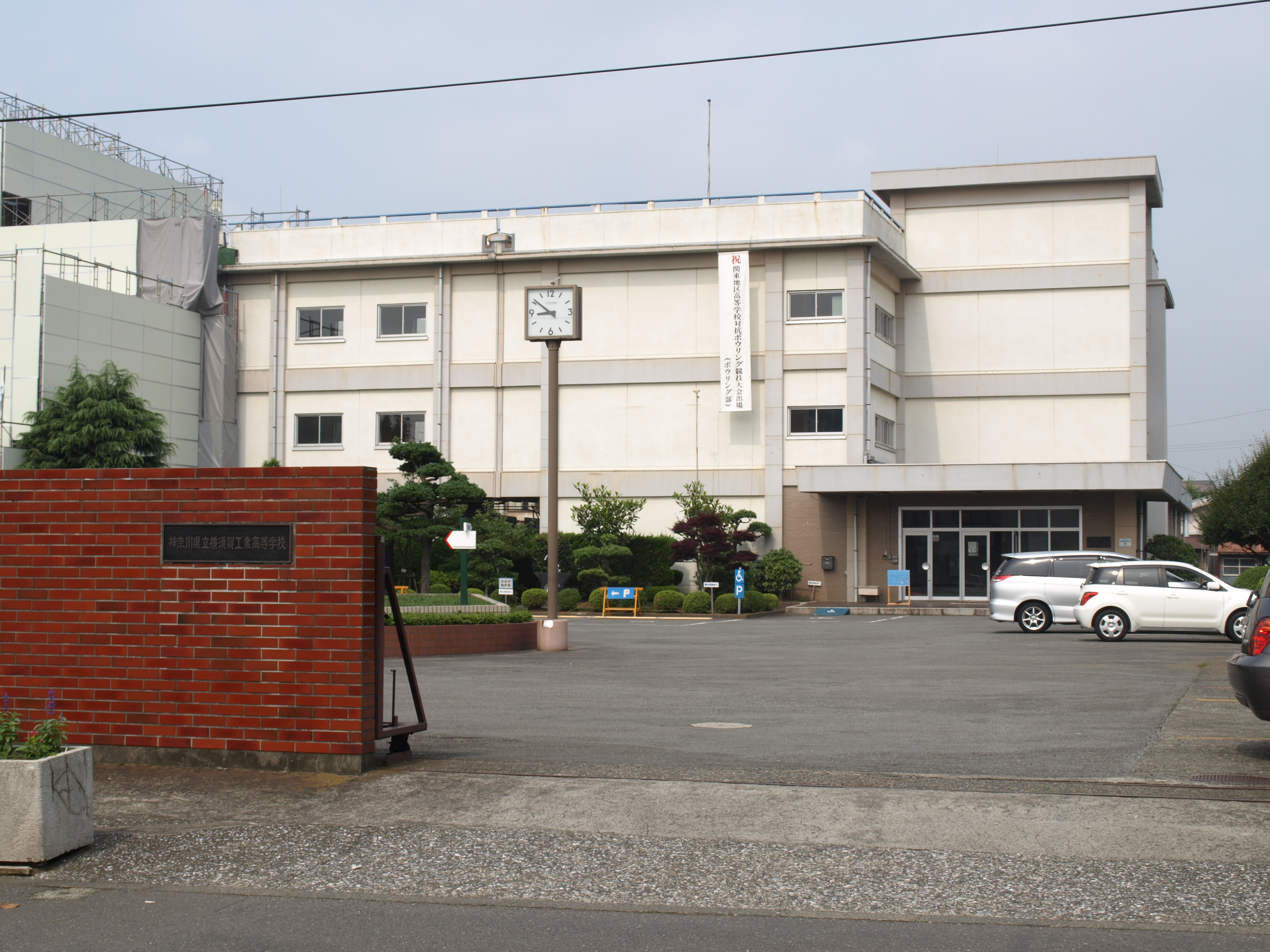
神奈川県立横須賀工業高校

- 横須賀市衣笠行政センター・衣笠コミュニティセンター
- 神奈川県立横須賀高等学校
- 神奈川県立横須賀工業高等学校
- 横須賀市立ろう学校
- 三浦学苑高等学校
- 横須賀市立衣笠中学校
- 横須賀市立池上中学校
- 横須賀市立公郷中学校
- 横須賀市立大矢部中学校
- 横須賀市立衣笠小学校
- 横須賀市立大矢部小学校
- 横須賀市立公郷小学校
- 横須賀市立森崎小学校
- 横須賀市立池上小学校
- 横須賀市立城北小学校
- 社会福祉法人日本医療伝道会 衣笠病院
- 横須賀市立はまゆう会館(ホール・劇場)

### 交通
- 横須賀線 衣笠駅 - 「きぬがさ」と読む。
- 京浜急行バス衣笠営業所
- 衣笠十字路（交通の要所・地下道あり）
- 県道27号線、県道26号線
- 横浜横須賀道路（衣笠IC）
- 三浦縦貫道路（衣笠出入口）

### 商業
- 衣笠商店街
  - 西友衣笠店
  - ミニストップ衣笠店
  - ドトールコーヒーショップ衣笠店

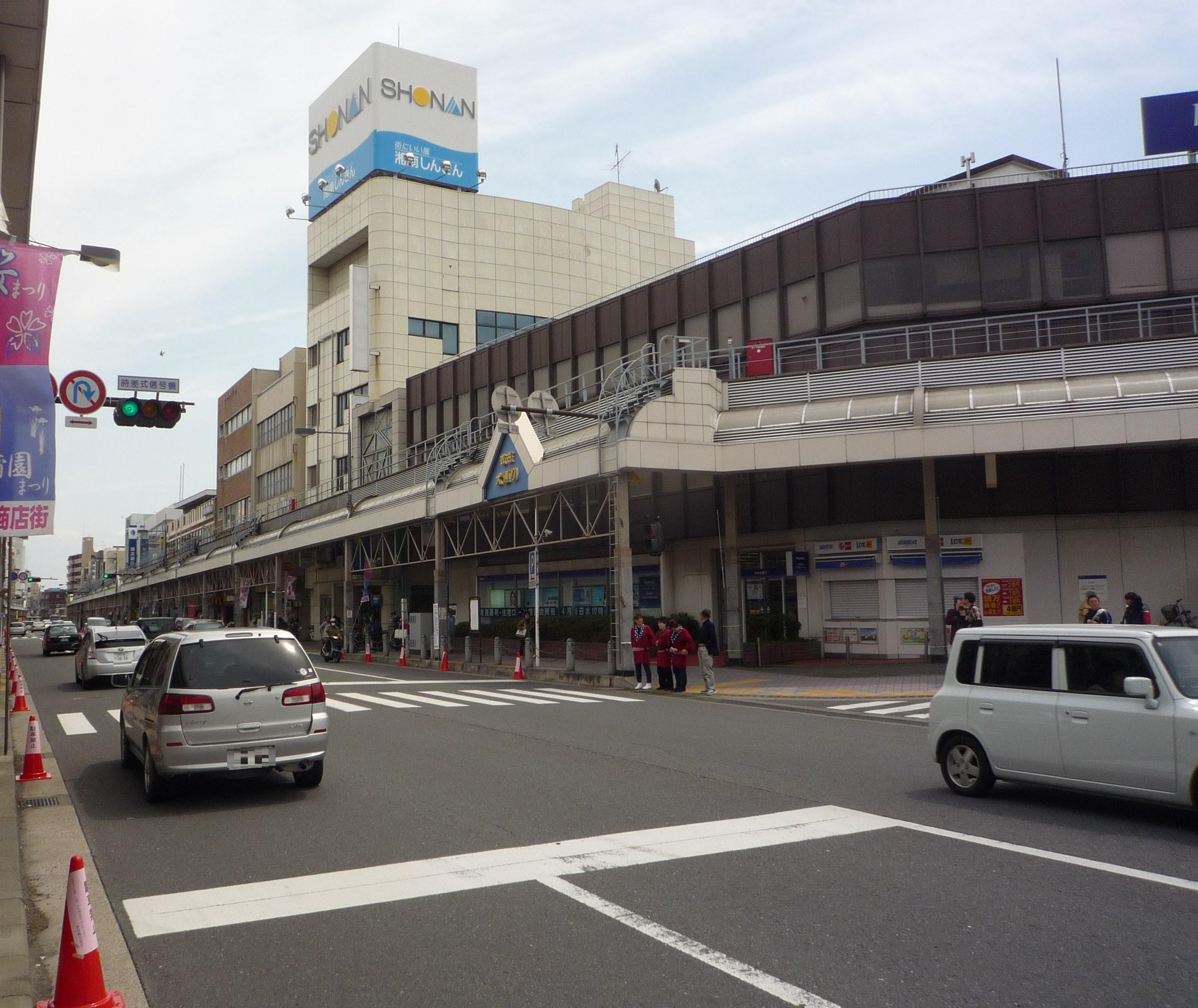
衣笠商店街（大通り）

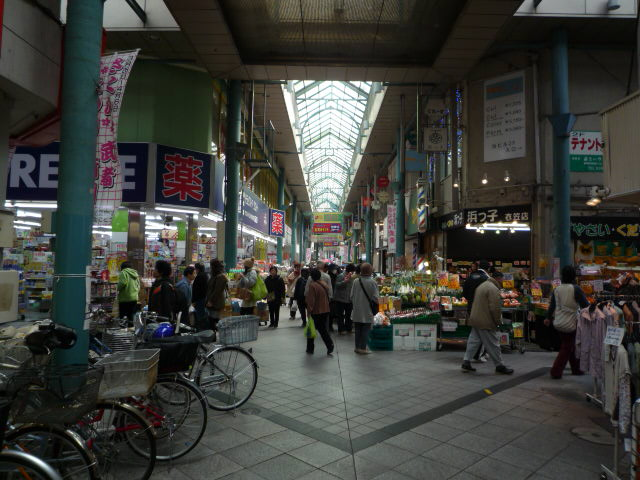
衣笠商店街（仲通り）

  - 並木ビル(昭和の中期に建設された雑居ビル。飲食店が集まる。)
  - セリア西友衣笠店
- 森崎商店街
- 森崎団地商店会
- 池上のれん街
- 平作商栄街
- 金谷商栄街
- 大矢部商店街
- ブックオフ横須賀大矢部店
- 鈴木水産 大矢部店
- 東京靴流通センター 横須賀大矢部店
- メガネスーパー横須賀大矢部店
- メガネ・パリミキ横須賀大矢部店

#### 金融施設
- JAよこすか葉山衣笠支店
- みずほ銀行衣笠支店
- 湘南信用金庫衣笠支店
- 横浜銀行衣笠支店
- かながわ信用金庫栄町支店
- 横須賀金谷郵便局
- 横須賀池上郵便局
- 横須賀公郷郵便局
- 横須賀森崎郵便局
- 横須賀森崎四郵便局

### 観光・文化・自然

#### 公園・名所・宗教施設
- 横須賀しょうぶ園
- 衣笠山公園
  - 衣笠神社(旧村社)
- 衣笠公園
- 衣笠城址
- 池上神社
- 阿部倉諏訪神社
- 平作神社
- 大明寺

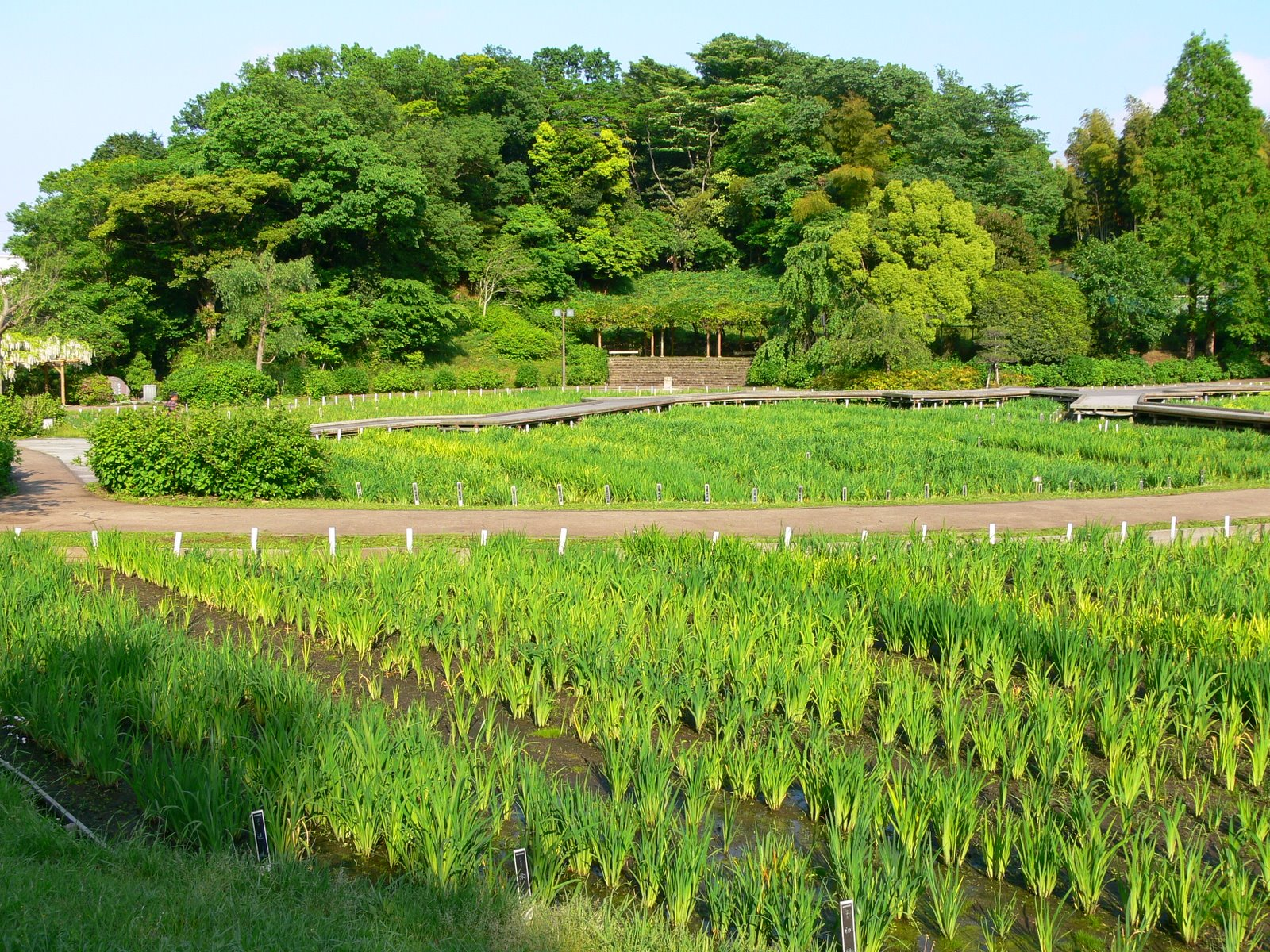
初夏のしょうぶ園

- 大善寺 - 衣笠城址一帯を境内にしている。
- 満昌寺 - 三浦義明の墓所。
- 光心寺 - 「軍艦比叡鎮魂碑」がある。
- 清雲寺
- 衣笠中央キリスト教会
- 衣笠病院教会
- 法塔
- 相模金谷仮乗降場跡
- 平作川
- 大楠山

#### 温泉施設
- 阿部倉温泉
- 湯処 のぼり雲
  - 旧家永島家（三浦氏の末裔）の長屋門「黒門」
- 大矢部温泉

### その他
- 横須賀市営公園墓地
- 横須賀弾薬整備補給所大矢部弾庫 - 海上自衛隊横須賀地方総監部の施設
- 平作旧陸軍墓地